# Конгрес на българите в Украйна
Конгрес на българите в Украйна (на украински: Конгрес болгар України; на руски: Конгресс болгар Украины) е културна неправителствена организация на българите в Украйна.
Дружеството е учредено на 15 май 2007 г. в град Одеса. Предедател на дружеството е Юрий Граматик.
Съгласно на устава на организацията в нея могат да членуват като юридически лица така и физически.

## Дейност
Български културно–просветен център „Аз Буки Веди“
С поддръжката на Конгреса на българите в Украйна, на 1 март 2008 г. в училище №47 в град Одеса се разкрива Българският културно–просветен център „Аз Буки Веди“. Центъра представлява неделно училище, в която децата освен български език изучават българска литература, история и география на България, изобразително изкуство и хореография.
През октомври 2008 г., „Аз Буки Веди“ създава структура в град Черноморск, а през декември същата година се открива и в град Измаил. На 5 септември 2010 г. в Болград е отворен четвърти клон на „Аз Буки Веди“.
Първоначално дейността на училищата се финансираше от Конгреса на българите в Украйна, а от учебната година 2009/2010 центъра разполага и със средства, отпуснати от Министерството на образованието, мледежта и науката по програмата „Роден език и култура зад граница“.